# Lactat de calci
El lactat de calci (apareix en la literatura abreujat com a CLC) és una sal càlcica de l'àcid làctic. En la indústria alimentària s'utilitza com a conservant natural i es mostra amb el codi E327. S'ha trobat de manera natural en alguns aliments com certs formatges curats.

## Propietats
El lactat de calci és una sal de l'àcid làctic que es neutralitza amb el carbonat de calci. L'àcid làctic sol produir-se en els processos de fermentació de certes fruites. Sol presentar-se en forma de pols blanca soluble en aigua, encara que també amb l'etanol. Posseeix una fórmula (C₃H₅O₃)2Ca •n H₂O (n = 0-5) que pot arribar a presentar-se en una estructura pentahidratada. Sol conviure en mescles racémiques amb els seus estereoisòmers.

## Usos
Es fa servir fonamentalment en la indústria alimentària, en el processament de certs aliments amb l'objecte d'estabilitzar l'estructura interna de la textura de certes fruites, hortalisses i en particular de les patates. En els talls de certes fruites com el meló proporciona una major vida i textura, millorant les prestacions que aporta el clorur de calci. També posseeix una certa activitat antioxidant. Es troba de vegades de manera natural en certs formatges curats. En alguns casos es pot fer servir com a suplement dietètic del calci per la seva absorció intestinal. Arribant a ser un tractament en casos diagnosticats de Hipocalcemia. En algunes ocasions s'inclou en alguns aliments sense sucre amb l'objecte de prevenir la caiguda de les dents. En els xiclets s'afegeix, juntament amb l'edulcorant artificial denominat xilitol amb l'objecte de remineralizar les dents.